# Арбузов, Василий Васильевич
Василий Васильевич Арбузов (21 марта 1928, Новотравное, Ишимский район, Тюменская область — 7 января 2023, Плодопитомник, Тюменская область) — шофёр автоколонны № 1319, Ишимский район Тюменской области. Герой Социалистического Труда (1971).

## Биография
Родился в 1928 году в многодетной крестьянской семье в селе Новотравное (сегодня — Ишимский район Тюменской области). В 1940 году начал свою трудовую деятельность в конюшне колхоза имени Ленина в селе Новотравное. Во время Великой Отечественной войны обслуживал колхозный табун. С 1948 по 1950 года проходил срочную службу в Советской Армии, где получил специальности тракториста и водителя. В армии вступил в КПСС. После воинской службы в Тюменскую область, где трудился шофёром на предприятии «Союззаготтранс» (позднее — автоколонна № 1319). Перевозил различные хозяйственные грузы. Первым в Тюменской области стал использовать ЗИЛ-150 с двумя-тремя десятитонными прицепами, в результате чего выполнил производственные задания семилетки (1959—1965) за два с половиной года. За эти выдающиеся трудовые достижения в 1966 году был награждён Орденом Ленина.
Досрочно выполнил задания Восьмой пятилетки (1966—1970). Указом Президиума Верховного Совета СССР от 4 мая 1971 года за выдающиеся успехи, достигнутые в выполнении плана по перевозкам народнохозяйственных грузов и пассажиров, строительству и содержанию автомобильных дорог удостоен звания Героя Социалистического Труда с вручением ордена Ленина и золотой медали «Серп и Молот».
После выхода на пенсию проживал в посёлке Плодопитомник Ишимского района. Скончался 7 января 2023 года.

## Награды
- Два ордена Ленина (05.10.1966; 1971)
- Медаль «За освоение целинных земель»
- Почётный гражданин Ишимского района[2]